# ادوارد لیر
ادوارد لیر (به انگلیسی:Edward Lear؛ ۱۲ مه ۱۸۱۲، هالووی – ۲۹ ژانویه ۱۸۸۸، سانرمو) شاعر، تصویرگر، نقاش، موسیقی‌دان، نویسنده و طنزپرداز اهل انگلستان بود.
او اکنون بیشتر برای جفنگیات ادبی در شعر و نثر و به ویژه برای شعرهای لیمریک (غیرمسجع پنج‌بندی) شناخته شده‌است. قالبی ادبی که وی آن را محبوب کرد.
زمینه‌های اصلی فعالیت او به عنوان یک هنرمند در سه محور بود: به عنوان یک طراح برای نشان دادن پرندگان و حیوانات کار می‌کرد؛ به عنوان یک نقاش در طول سفرهایش نقاشی‌های رنگی انجام داد، که بعداً دوباره آن‌ها را کار کرد و گاهی به عنوان صفحه‌آرا برای کتاب‌های سفرنامه‌اش. او به عنوان یک تصویرگر کوچک با تصویرسازی‌هایش برای اشعار آلفرد تنیسون؛ به عنوان نویسنده با مجموعه محبوب اشعار طنز جفنگیات و همچنین با آهنگ‌ها، داستان‌های کوتاه، نقشه‌های گیاه‌شناسی، دستورالعمل‌ها و الفبای اصلی شناخته می‌شود. افزون بر این وی دوازده تنظیم موسیقی از شعرهای تنیسون را تهیه و منتشر کرد.
با آنکه مجموعه طنز جفنگیات ادوارد لیر حاوی اشعار زیادی است، می‌توان گفت که «جغد و پیشی» مشهورترین سروده او به‌بشمار می‌رود. او توانست یکصد سال پس از مرگش جایگاه خود را در زمینه شعر به‌دست آورد.

## زندگی
ادوارد لیر در یک خانواده طبقه متوسط در روستای هالووی انگلستان متولد شد. تحصیلاتش را بیشتر در خانه گذراند. در کودکی از آسم و برونشیت و همچنین افسردگی و صرع رنج می‌برد. ادوارد لیر در نوجوانی پس از جدا شدن از خانواده در سال ۱۸۲۷، سعی کرد که با ساختن صفحه‌های رنگی و چاپ و نقاشی روی بادبزن و گاهی هم تصویرسازی بیماری‌ها برای پزشکان و بیمارستان‌ها برای خود درآمدی کسب کند.
ادوارد لیر در سال ۱۸۳۰ کار برای انجمن جانورشناسی را آغاز کرد. کار او تولید مجموعه نقاشی طوطی‌ها بود که پس از آن کار تولید حکاکی‌های چاپ رنگی دست‌ساز را آغاز کرد. گرچه این سری هیچگاه کامل نشد اما بسیار مورد تحسین واقع شد و سرانجام لیر پیش از آنکه برای یک سفر سه ساله به ایتالیا برود از سوی «ارل دربی» استخدام شد.
او دو جلد کتاب مصور را منتشر کرد. کتاب مصور «سیاحان» در ایتالیا، اولین این کتاب‌ها بود که درس‌های نقاشی برای ملکه ویکتوریا نیز در آن ثبت شده‌است. گفته می‌شود این کتاب او را بشدت تحت تأثیر خود قرار داده بود. لیر سپس به مدیترانه بازگشت و به یونان و مصر و همچنین هند و سریلانکا نیز سفر کرد و در این سفرها نقاشی‌های بسیاری کشید.
او در سال ۱۸۴۶ کتاب شعر طنز جفنگیات را منتشر کرد. مشهورترین قطعه شعر این مجموعه «جغد و پیشی» است که برای خانواده ارل دربی در سال ۱۸۶۷ نوشته‌است.
ادوارد لیر در ژانویه ۱۸۸۸ درگذشت و چندی بعد در همان سال نسخه جدید از کار او «داستان‌ها و ترانه‌های چرند و پرند» منتشر شد. گرچه کتاب‌های طنز او در زمان حیاتش بسیار محبوب بود و در سال ۱۹۱۲ نیز «اوبزرور» مرور کوچکی از آثار او را به نمایش گذاشت اما در سال ۱۹۸۵ بود که آکادمی رویال یک نمایشگاه اختصاصی از آثار هنری لیر برگزار کرد و در نهایت موقعیت او به عنوان یک هنرمند قدر دانسته شد.

## نگارخانه

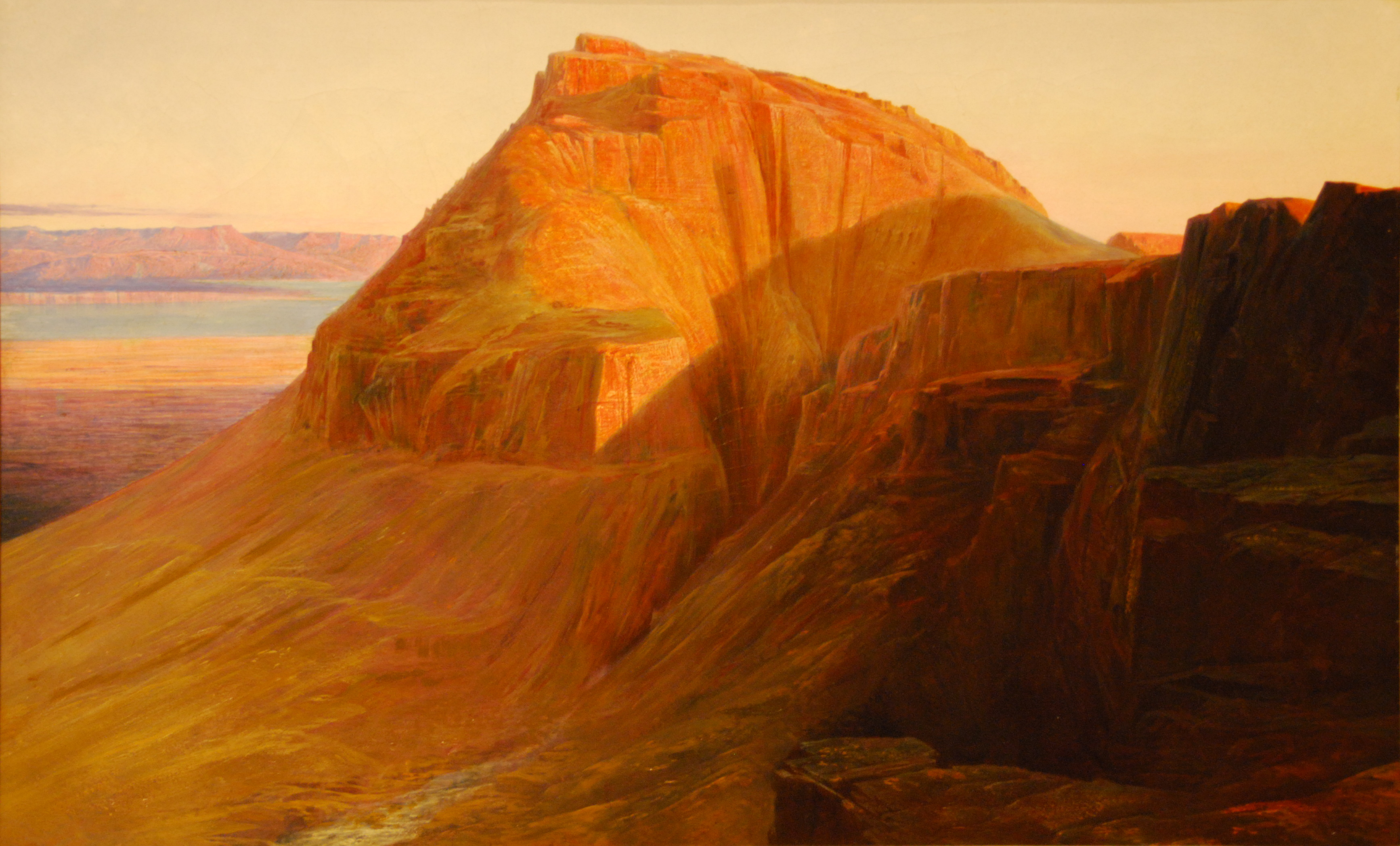
ماسادا در دریای مرده، اثر ادوارد لیر، ۱۸۵۸
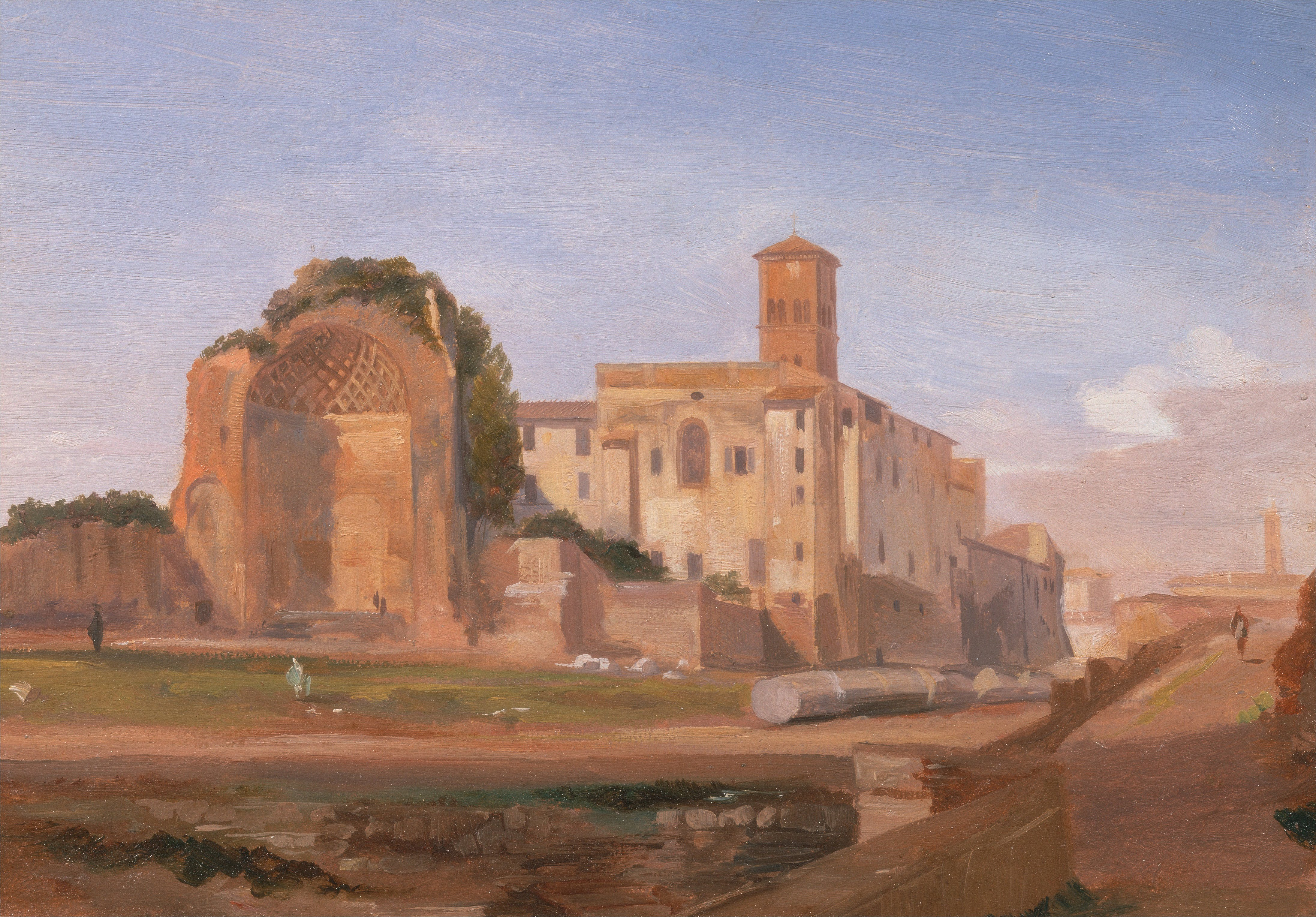
معبد ونوس و روما، رم، ایتالیا، اثر ادوارد لیر
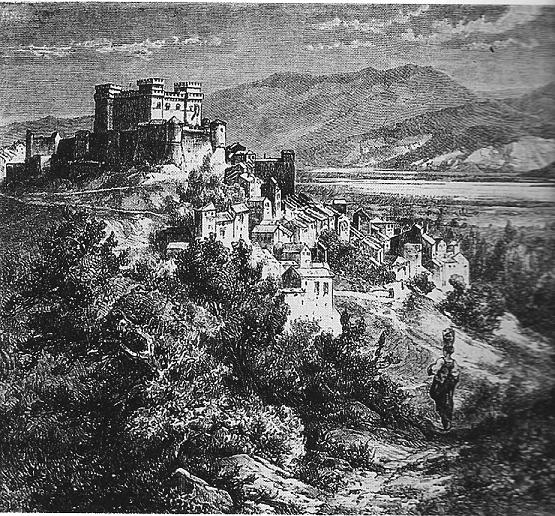
نقاشی سلانو، اثر ادوارد لیر
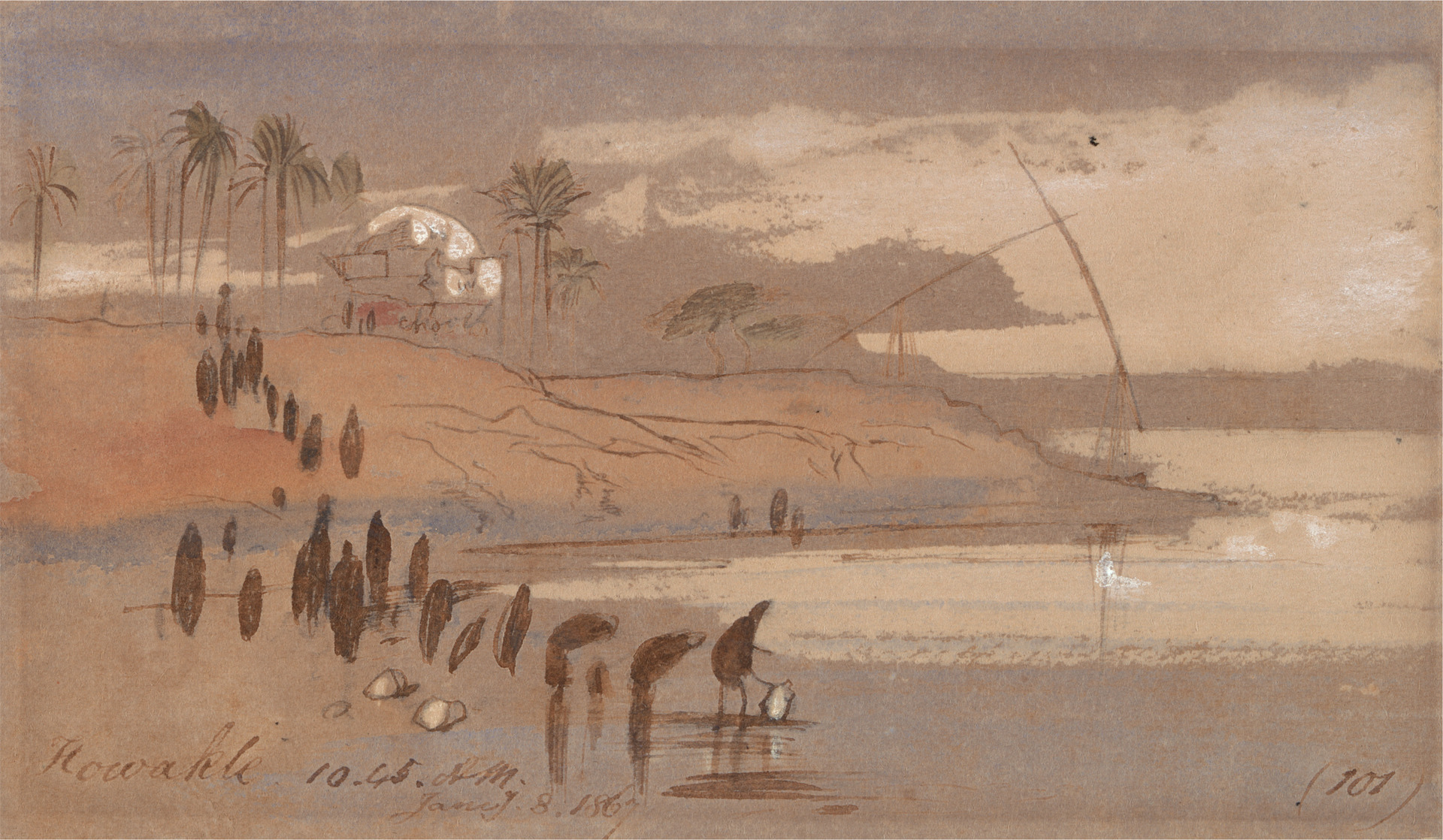
هاواتکه، اثر ادوارد لیر، ۱۸۶۷
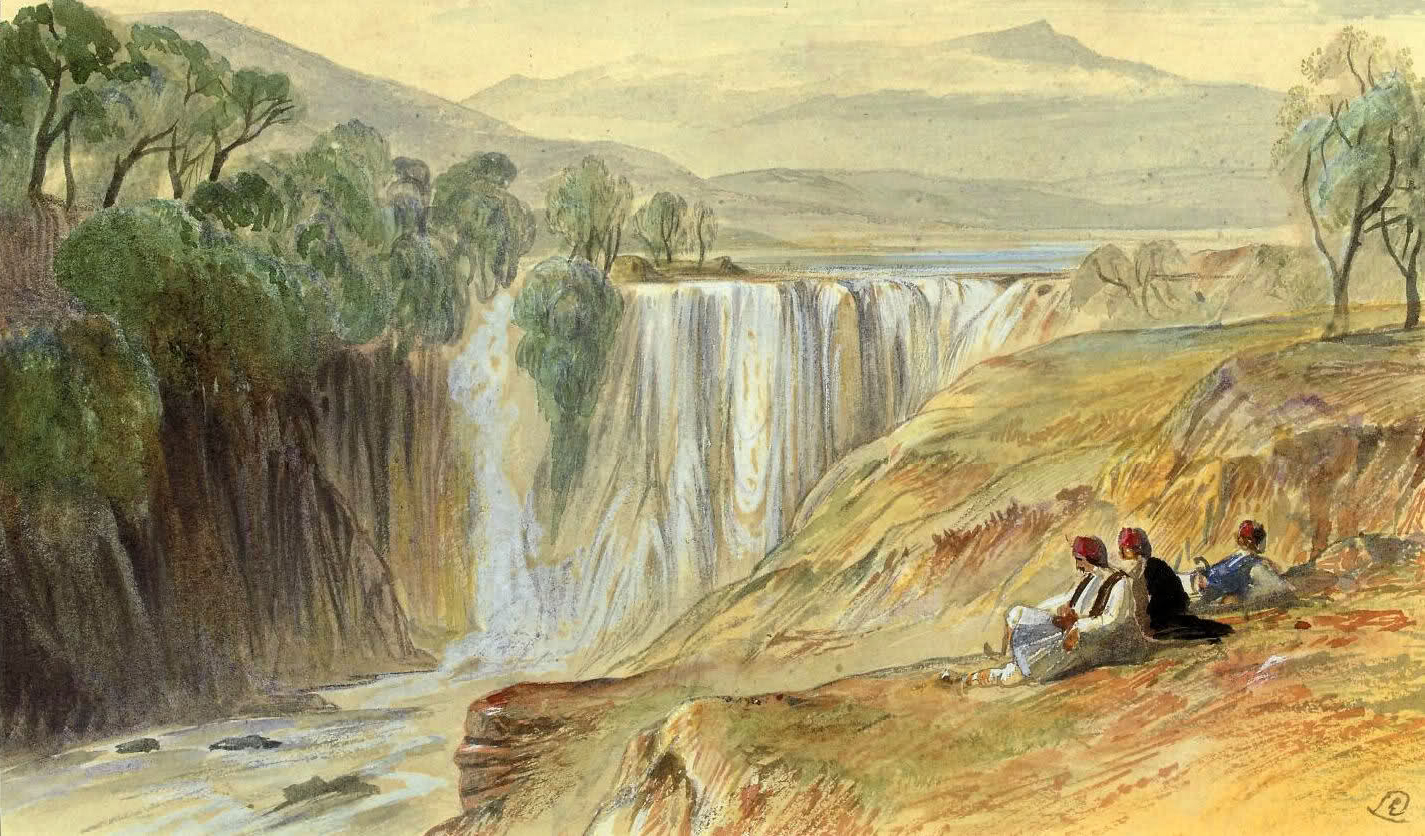
آبشار کالاما، آلبانی، اثر ادوارد لیر ۱۸۵۱
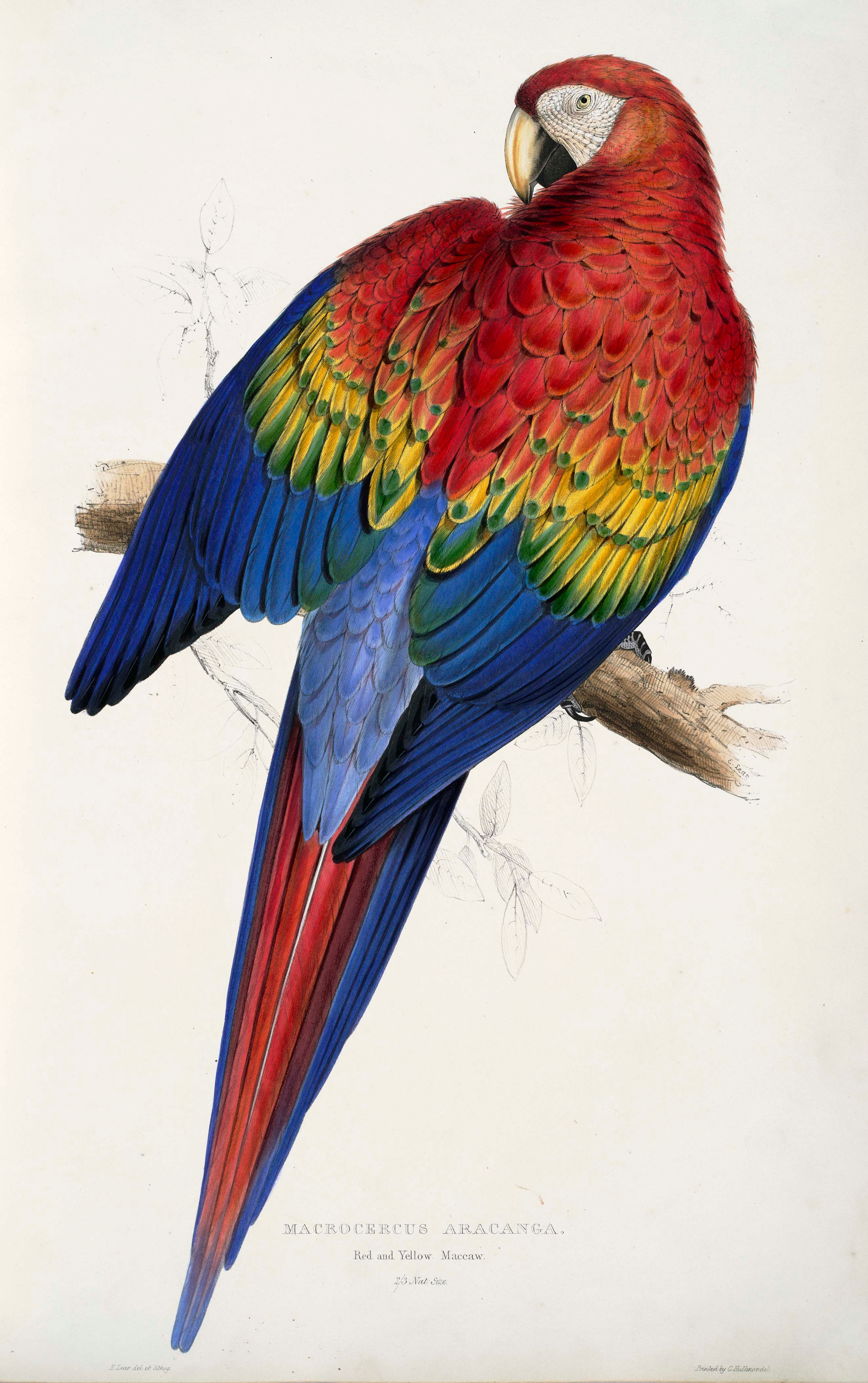
آرا ماکائو از اولین کتاب او ، ۱۸۳۰
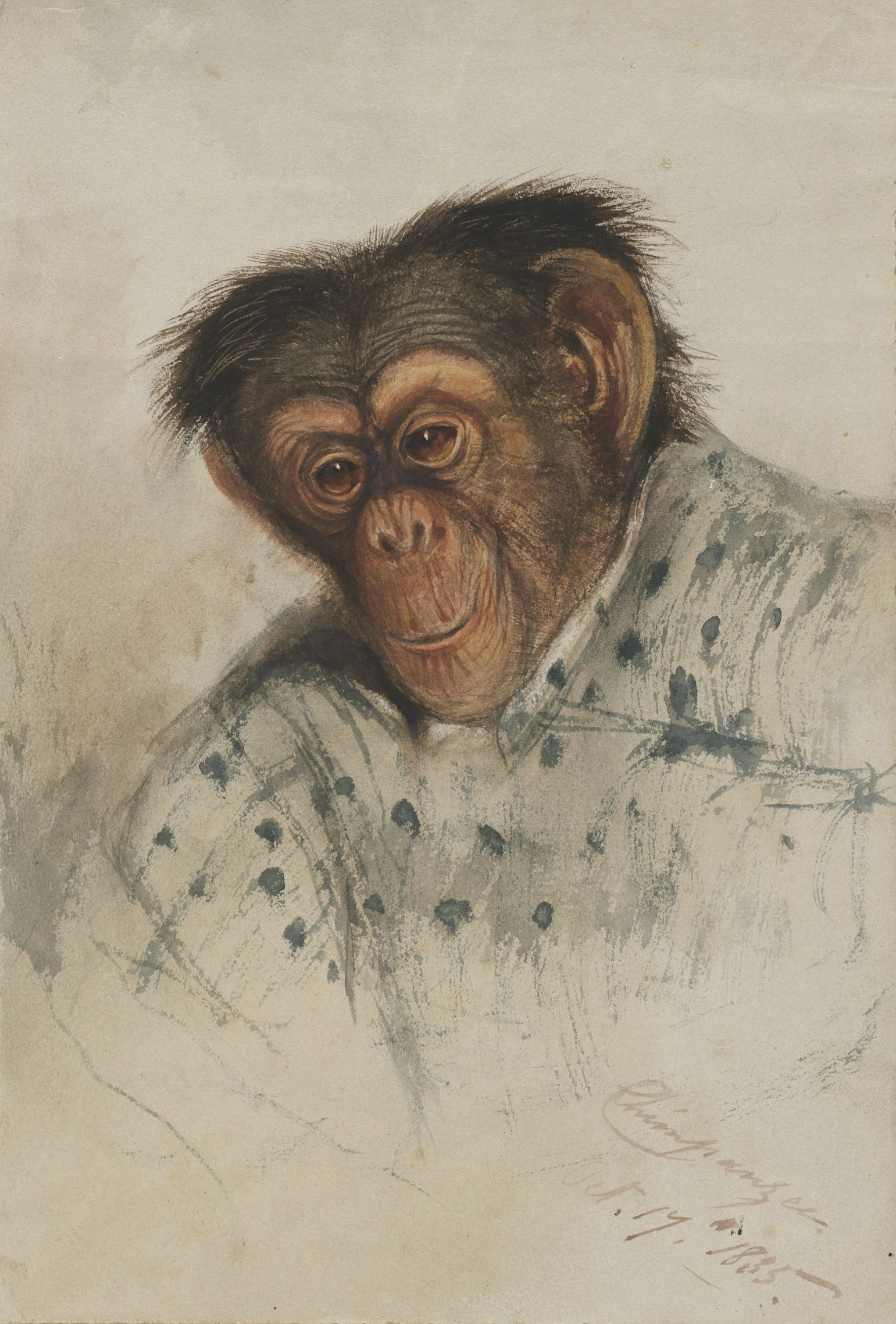
شامپانزه ، ۱۸۳۵
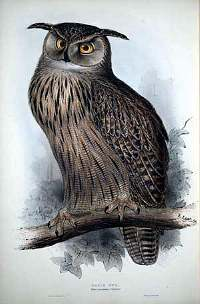
عقاب بوف ، ادوارد لیر ، ۱۸۳۷
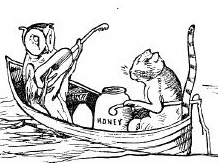
جغد دیگر ادوارد لیر، به سبک آشنای او
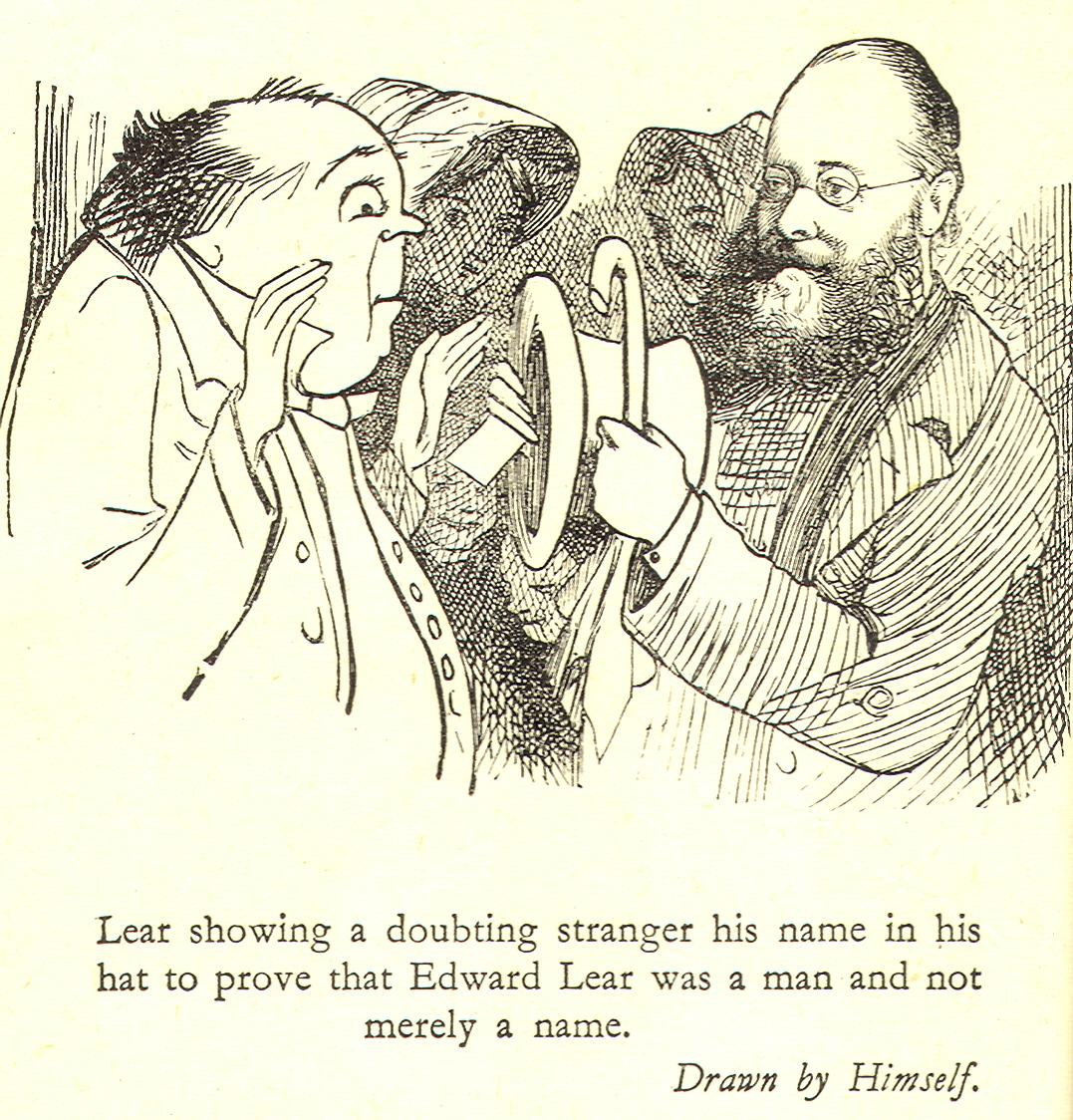
تصویر شخصی لیر ، نشانگر یک واقعه واقعی هنگام مواجهه با غریبه‌ای که ادعا می‌کرد «ادوارد لیر» صرفاً مستعار است. لیر (در سمت راست) غریبه (سمت چپ) داخل کلاه خود را نشان می‌دهد.
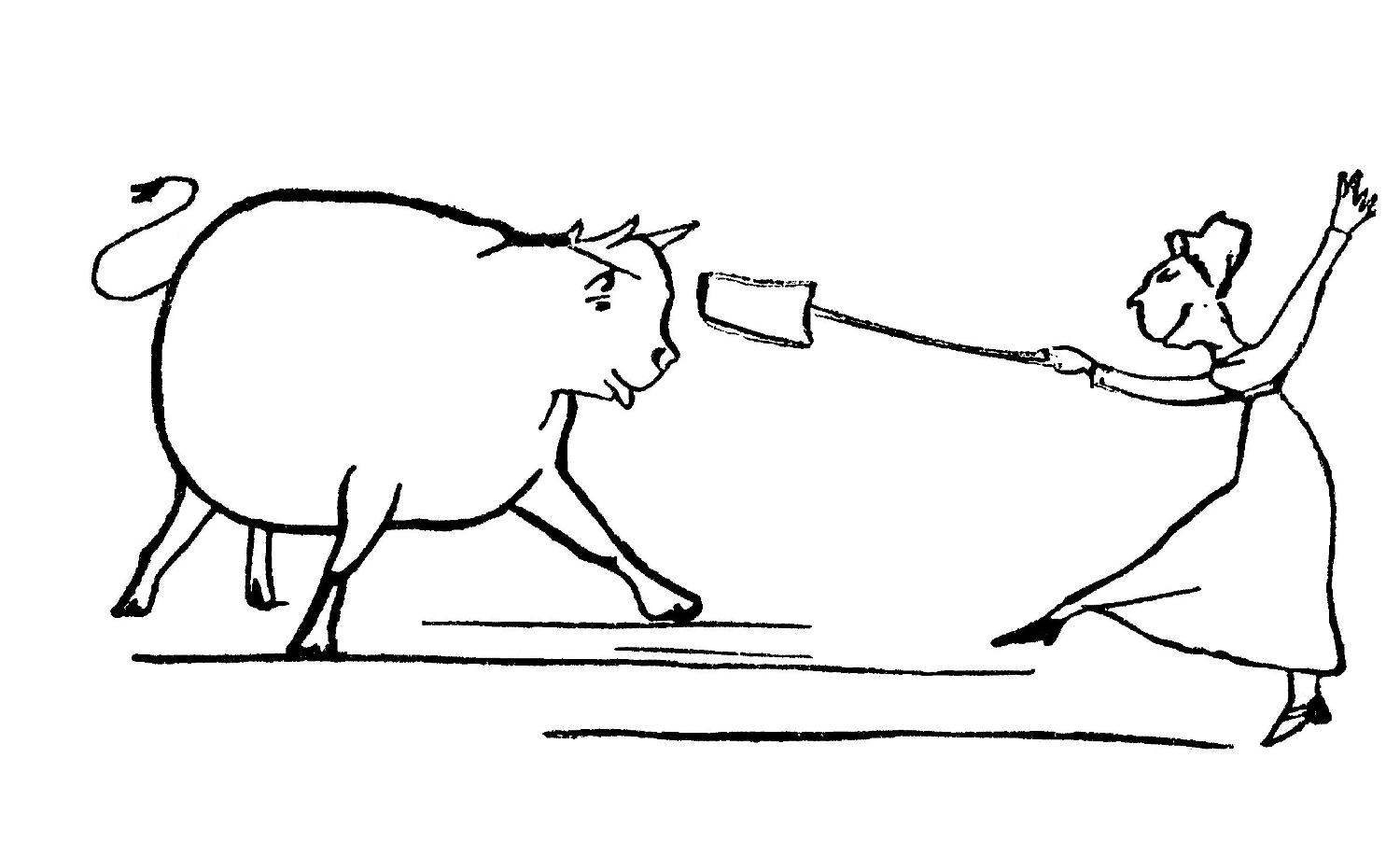
تصویرسازی توسط ادوارد لیر برای یک بانوی جوان از هال
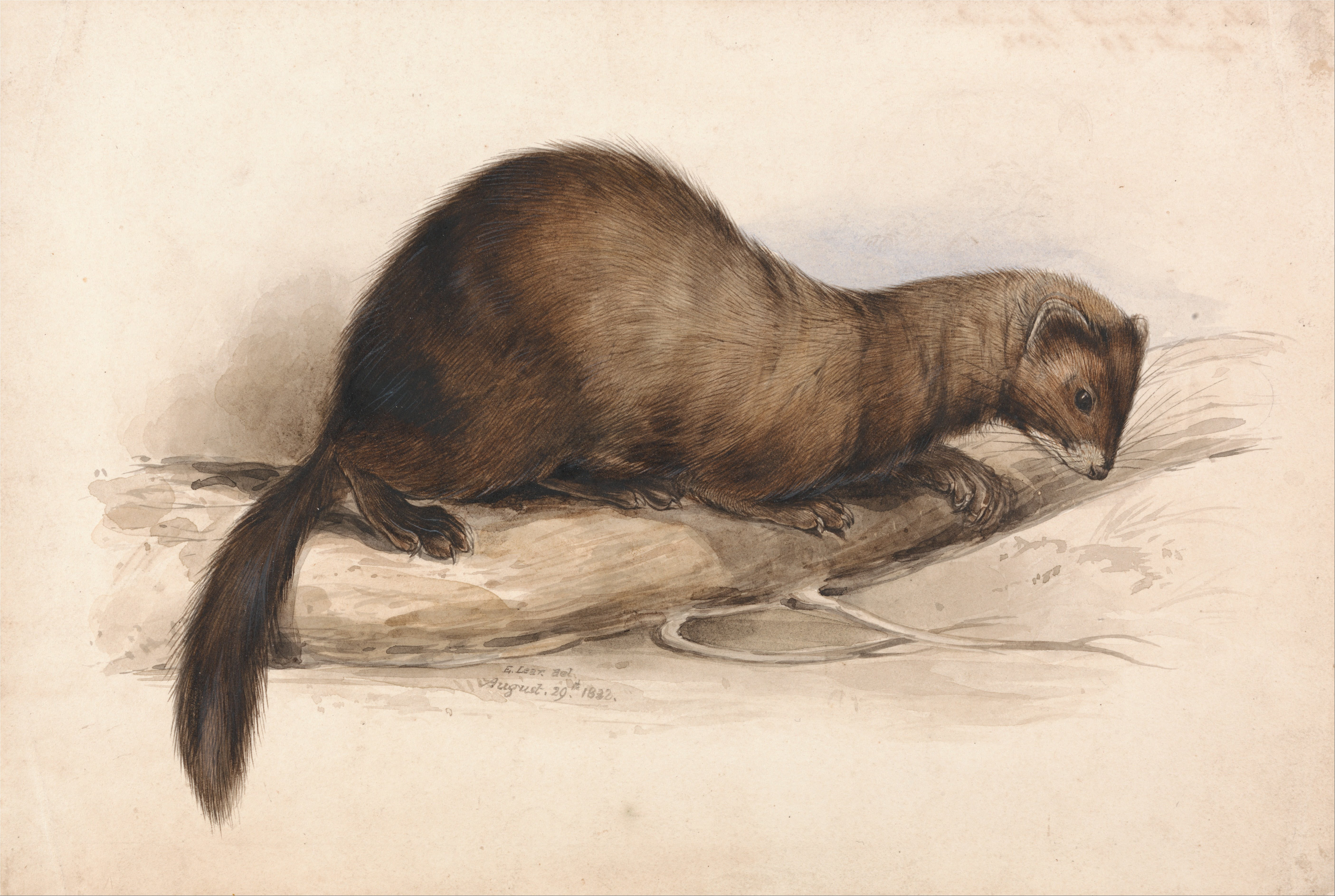
یک وزنه
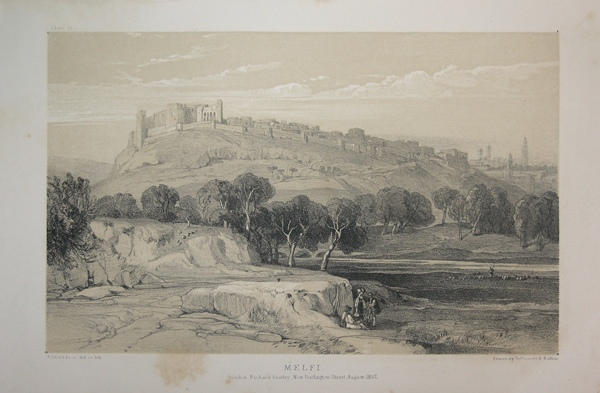
سنگ نگاری ملفی ، شهر ایتالیایی در منطقه باسیلیکاتا
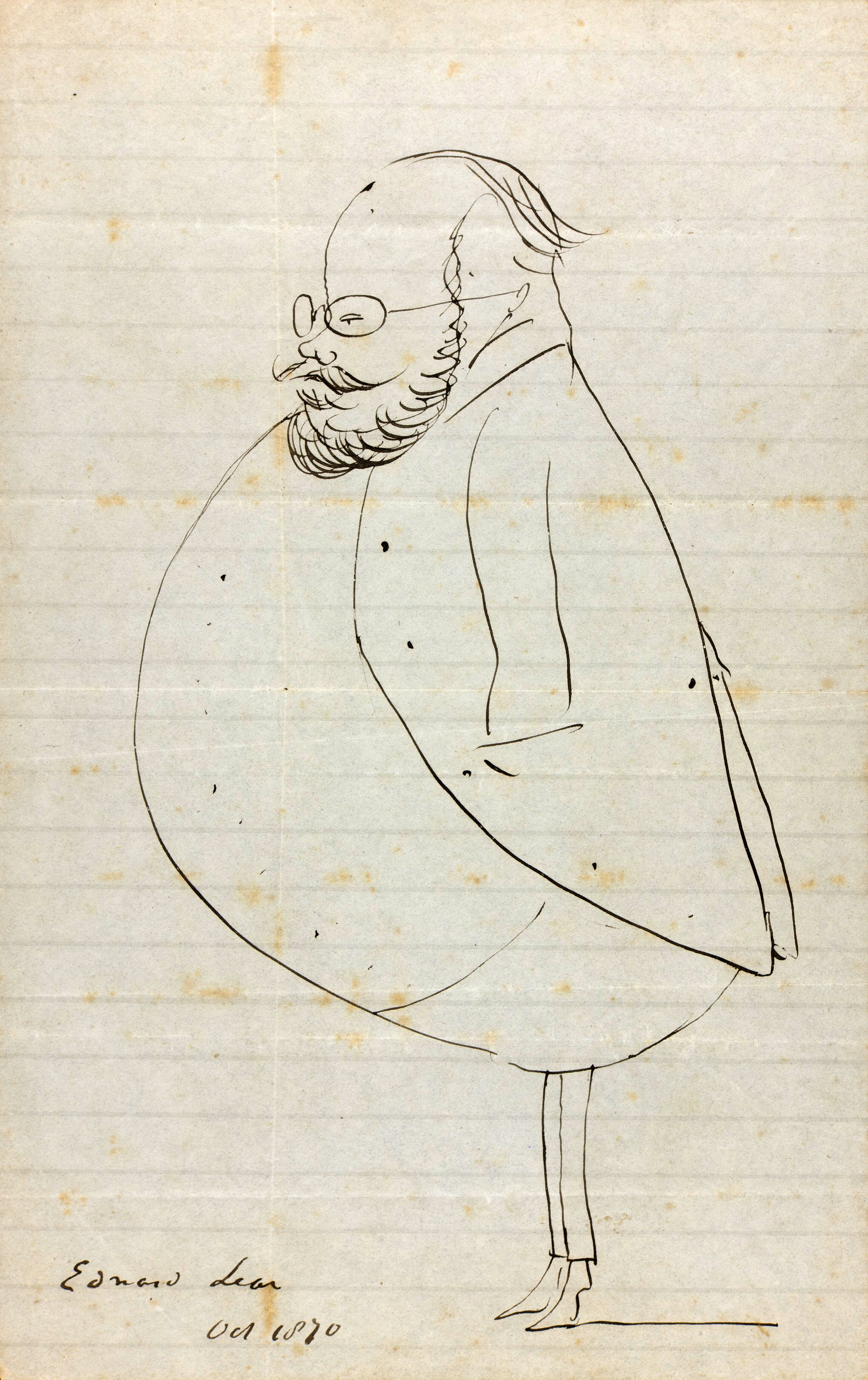
کاریکاتور از خود (۱۸۷۰)

## بزرگداشت
در ۱۲ مه ۲۰۱۲ به مناسبت دویستمین سالگرد تولد ادوارد لیر، تصویرگر و طنزپرداز انگلیسی، لوگوی گوگل دودل در انگلستان تغییر کرد.